# ایبیپیتانگا
ایبیپیتانگا (به پرتغالی: Ibipitanga) یک منطقهٔ مسکونی در برزیل است که در باهیا واقع شده‌است. ایبیپیتانگا ۱۴٬۹۴۷ نفر جمعیت دارد.